# Felipe Santiago Salaverry
Felipe Santiago Salaverry del Solar (Lima, 3 de maio de 1806 — Arequipa, 18 de fevereiro de 1836) foi um militar e político peruano, presidente de seu país de 1835 a 1836.